# Estátua Equestre da Rainha Wilhelmina

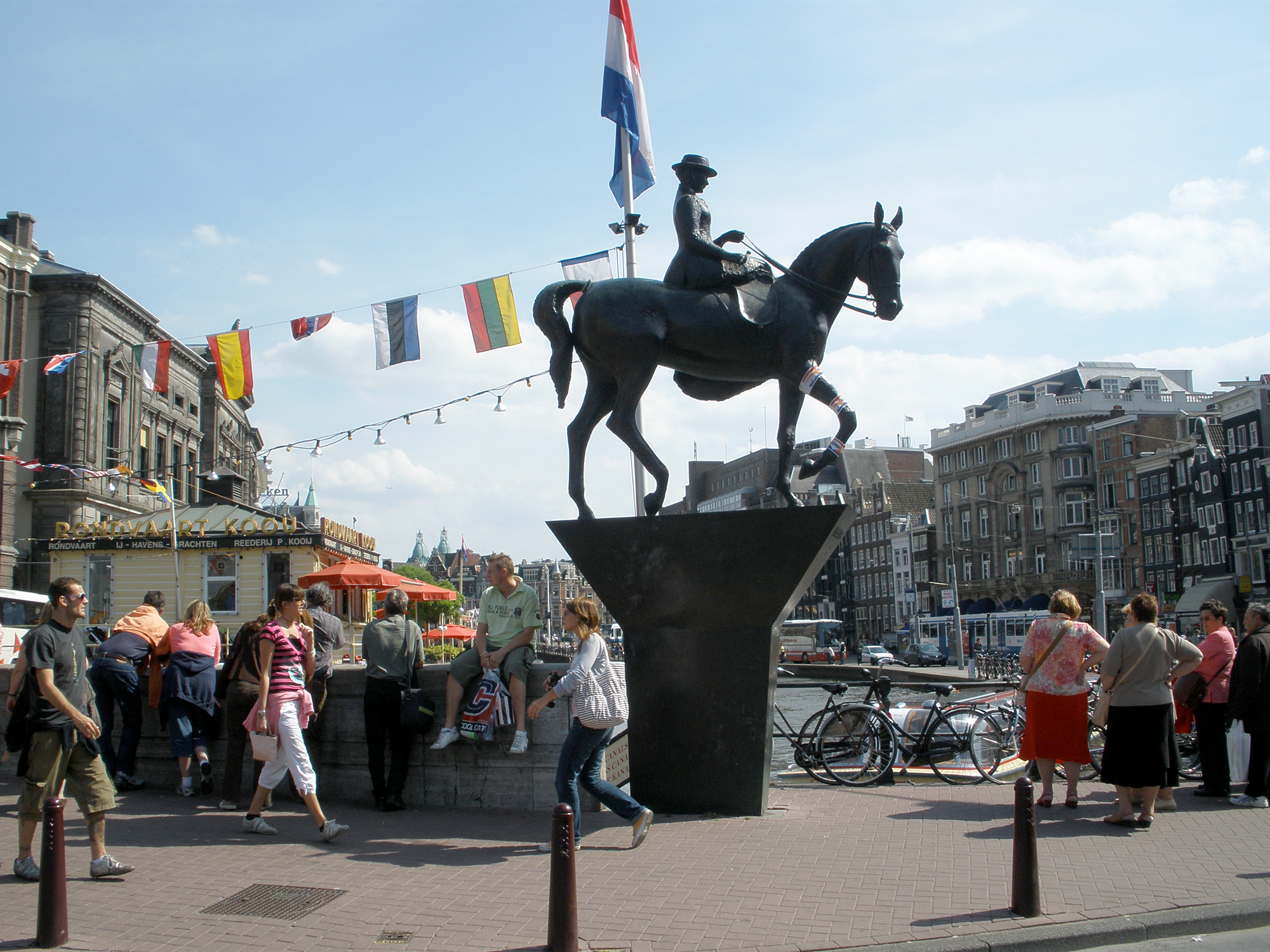
Estátua Equestre da Rainha Wilhelmina em Rokin

A Estátua Equestre da Rainha Wilhelmina em Amsterdã está localizado na rua Rokin, na esquina da alameda Langebrugsteeg. A estátua da rainha Guilhermina dos Países Baixos foi esculpida em bronze por Theresia R. van der Pant.
A estátua foi encomendada pelo Grupo de Mulheres de Contato de Amsterdã em 1964. O dinheiro foi fornecido pela população de Amsterdã.
A comissão inicial previa uma efígie da rainha sentada atrás de um microfone, dirigindo-se ao povo holandês no programa Radio Oranje em tempo de guerra do Serviço Europeu da BBC, simbolizando o status de Wilhelmina como "rainha da guerra". Theresia van der Pant não estava entusiasmada com essa ideia, argumentando que várias estátuas recentes retratavam a mais velha e valente Wilhelmina, como a de Charlotte van Pallandt em Roterdã. Além disso, Van der Pant foi mais experiente esculpir animais. Ela então decidiu sobre uma estátua da rainha mais jovem, montando a cavalo. A filha de Wilhelmina, a rainha Juliana, ajudou Van der Pant, sugerindo que roupas Wilhelmina deveria usar.
A princípio, a rua Damrak era considerada o local da estátua. Porque a escultura ficou maior do que o esperado, e não foi concebido como um local de recordação e, portanto, poderia colidir com o Monumento Nacional na vizinha Praça Dam, que foi inaugurada na rua Rokin em 1972.